# توماس ك. مارشال
توماس ك. مارشال (بالإنجليزية: Thomas C. Marshall)‏ هو محامي وسياسي أمريكي، ولد في 14 ديسمبر 1851 في بادوكا في الولايات المتحدة، وتوفي في 23 أبريل 1911 في فارغو في الولايات المتحدة. حزبياً، نشط في الحزب الديمقراطي والحزب الجمهوري.